# 三輪子首
三輪 子首（みわ の こびと）は、飛鳥時代の人物。大三輪真上田子人（おおみわのまかむだのこびと）、あるいは神麻加牟陀児首（みわのまかむだのこびと）ともいう。死後に大三輪真上田迎（おおみわのまかむだのむかえ）と諡された。日本史上、諡されたと明記された最初の人物である。姓は君。冠位は贈内小紫。
672年の壬申の乱に際して、伊勢国で大海人皇子（天武天皇）を迎え、後に大和国への増援軍の指揮官の一人になった。

## 経歴
壬申の乱の勃発時、三輪子首は伊勢の介であったと推測されている。大海人皇子はまず美濃国で兵を集めさせ、自らは24日に大和国の吉野宮を発って東に向かった。25日に伊勢の鈴鹿郡に入ったところ、国司守の三宅石床、介の三輪子首、湯沐令の田中足麻呂、高田新家に出会った。そこで500人の兵を発して、鈴鹿山道を封鎖した。以上が『日本書紀』の説明で、500人の兵は三宅が連れてきたものと推測される。この後も伊勢国からは兵力が動員され、軍の一翼を担ったと考えられる。
子首はこの後、7月2日に美濃から倭（大和国）に向かう軍の指揮官になった。共に軍を率いたのは、紀阿閉麻呂、多品治、置始菟であった。倭に到着してから大伴吹負の許で戦ったが、そこでの子首の行動については書紀に記載がない。
『続日本紀』大宝元年（701年）6月11日条によって、神麻加牟陀君児首が100戸を封じられたことが知られる。
天武天皇5年（676年）8月に大三輪真上田子人君が死去した。天皇はこれを聞いて大いに悲しみ、壬申の年の功によって、内小紫の位を贈り、大三輪真上田迎君と諡した。迎とは、大海人皇子を鈴鹿で迎えたことによる。

## 伊勢介か美濃介か
出迎えについて記すところで、『日本書紀』は「国司守三宅連石床、介三輪君子首」とだけ記し、どの国の国司だったかを伝えない。場所が伊勢国なので伊勢の国司とするのが自然な文脈解釈である。直後に500の兵を発したのも、美濃から兵力を連れてきたとするより現地の兵力とするほうが自然である。また、時代が下って『日本三代実録』の仁和3年（887年）3月1日条、子首の孫の孫にあたる大神良臣の訴えの中で三輪君子首を伊勢介としている。これが通説である。
他に、子首が美濃の国司だったとする説もある。これは、ともに出迎えた高田新家が美濃国の主稲という役人だったことを示す記事が『続日本紀』にあることによる。

## 系譜
- 父：三輪大口[1]
- 母：不詳
- 生母不詳の子女
  - 男子：真上田広目[1]

玄孫の大神良臣は豊後介を務めた。